# Ессентуки № 17
Ессентуки № 17 — минеральная природная лечебная питьевая вода, хлоридно-гидрокарбонатная (гидрокарбонатно-хлоридная) натриевая, борная, газированная высокоминерализованная (уровень минерализации 10,0—14,0 г/л), а также НМПТ (наименование места происхождения товара). В соответствии с ГОСТ Р 54316-2020 «Воды минеральные природные питьевые. Общие технологические условия», минеральная вода «Ессентуки № 17» добывается только из скважин 17-бис, 36-бис, 24-бис-1, 46, 1-бис-Э Ессентукского месторождения на территории эколого-курортного региона Кавказских Минеральных Вод, в Ставропольском крае.

## Историческая справка
Как утверждают историки, Ессентукские минеральные источники и полезные свойства воды из них были известны ещё во времена Золотой Орды в XIII—XIV веках.
В 1810 году на Ессентукском месторождении останавливался доктор Ф. П. Гааз — известный врач и филантроп, который занимался изучением свойств Кавказских минеральных вод. В своей монографии «Замечания о Кавказских Минеральных Водах» (1811) Ф. П. Гааз рассказал об открытии Ессентукского минерального источника.
Впервые минеральная вода «Ессентуки № 17» получена из источника № 17. Число 17 в названии минеральной воды обозначает номер одного из 23 источников, исследованных и классифицированных академиком, доктором медицинских наук Александром Петровичем Нелюбиным в 1823 году. Итогом работы Нелюбина стала книга «Полное историческое, медико-топографическое, физико-химическое и врачебное описание кавказских минеральных вод», которая впоследствии легла в основу бальнеологической и курортологической науки. Изначально для процедур использовалась вода из источников № 2, который в 1840 году иссяк и основными для врачебного применения стали источники № 4 и № 17, их объем был достаточным и для процедур, и для розлива воды в бутылки.
В 1871 году была открыта первая Разливная и организован розлив ессентукских вод на постоянной основе, а в крупных городах России и городах Европы была налажена продажа воды.
В конце 1940-х годов была произведена масштабная гидрогеологическая разведка по всей территории Кавказских минеральных вод. Благодаря работе гидрогеологов был открыт Новоблагодарненский участок Ессентукского месторождения с источниками вод «Ессентуки № 4» и «Ессентуки № 17».
В начале 1950-х годов началась промышленная добыча минеральной воды «Ессентуки № 17» из скважин Новоблагодарненского участка Ессентукского месторождения. В это же время был открыт завод на улице Гааза, д. 5А в городе Ессентуки, где в настоящее время продолжается розлив воды «Ессентуки № 17».

## Правообладатели
По состоянию на 2022 год НМПТ на «Ессентуки № 17» обладают 3 юридических лица:
- АО «Кавминкурортресурсы» (государственная компания, является недропользователем Ессентукского месторождения, снабжает минеральной водой санатории и бюветы КМВ)
- ООО «Ессентукский завод минеральных вод на КМВ» (недропользователь Ессентукского месторождения и производитель)
- ООО «ТЭСТИ».

Последние два юридических лица входят в группу компаний «Холдинга Аква», которая является единственным производителем «Ессентуков № 17».

## Химический состав
Ессентуки № 17 — минеральная природная лечебная питьевая вода, хлоридно-гидрокарбонатная (гиброкарбонатно-хлоридная) натриевая, борная, газированная высокоминерализованная (уровень минерализации 10,0—14,0 г/л), а также НМПТ (наименование места происхождения товара). Природная минеральная вода типа «Ессентуки № 17» поступает из скважин с глубины, превышающей полтора километра.
Полный химический состав «Ессентуков № 17» насчитывает более 30 минеральных веществ, основной химический состав указан в ГОСТе Р 54316-2020.
| Химический состав                      | Ессентуки № 17          |
| -------------------------------------- | ----------------------- |
| Минерализация                          | высокая (10,0—14,0 г/л) |
| Анионы, мг/л                           |                         |
| Гидрокарбонат (HCO3-)                  | 4850—6500               |
| Сульфат (SO42-)                        | 0,5—70                  |
| Хлорид (Cl-)                           | 1700—2800               |
| Катионы, мг/л                          |                         |
| Кальций (Ca2+)                         | 50—150                  |
| Магний (Mg2+)                          | 30—95                   |
| Натрий+Калий (K++Na+)                  | 2700—4000               |
| Биологически активные компоненты, мг/л |                         |
| Борная кислота (H3BO3)                 | 40—90                   |
| Кремниевая кислота (H2SiO3)            | 10—50                   |
| Растворённый углекислый газ            | 500—2350                |

## Показания к применению
Рекомендуется лечебное применение минеральной воды «Ессентуки № 17» вне фазы обострения при следующих заболеваниях:
- заболевания пищеварительной системы: хронический гастрит на фоне нормальной или пониженной кислотности, заболевания печени и желчевыводящих путей, дискинезия кишечника;
- хронический панкреатит;
- болезни эндокринных желез, расстройства питания и нарушения обмена веществ: сахарный диабет, ожирение, нарушение солевого и липидного обмена.

В связи с тем, что при употреблении внутрь минеральная вода «Ессентуки № 17» стимулирует секрецию соляной кислоты париетальными клетками желудка, она назначается для приёма в качестве лечебного средства при заболеваниях желудочно-кишечного тракта с пониженной секретностью (например, атрофическом гастрите). Терапевтическое действие минеральной воды «Ессентуки № 17», как и других минеральных вод, не отличается высокой эффективностью и большой продолжительностью действия. Тем не менее, её использование в тёплом виде за 15—20 минут до еды способствует стимуляции секреции соляной кислоты.
Минеральная вода «Ессентуки № 17» применяется для снижения повышенной секреторной функции желудка в бальнеологическом лечении хронических гастритов и гастродуоденитов у детей. Её назначают за 1,5—2 часа до приёма пищи из расчёта 3—5 мл на кг веса ребёнка в сутки. В целях стимуляции секреторной функции желудка минеральную воду «Ессентуки № 17» употребляют в том же объёме за 20—30 минут до еды.
«Ессентуки № 17» оказывает стимулирующее воздействие на секрецию инсулина — её применяют в процессе реабилитации пациентов с сахарным диабетом. Температура воды должна быть 36—45 °C. Минеральную воду выпивают медленно, мелкими глотками, начиная со 100 мл с постепенным увеличением объёма до 200—250 мл. Следует учитывать, что время приёма минеральной воды «Ессентуки № 17» зависит от кислотообразующей функции желудка:
- при пониженной кислотности её назначают за 15—20 минут до еды,
- при нормальной — за 30—45 минут,
- при повышенной кислотности — за 60—90 минут.

При этом, в зависимости от режима питания «Ессентуки № 17» принимают 3 или 4 раза в сутки. Курс лечения минеральной водой в санаторных условиях составляет 21—24 дня и 28—40 дней в амбулаторных условиях. Повторный курс рекомендуют через 4—6 месяцев.

## Источник
Добыча и розлив минеральной воды «Ессентуки № 17» осуществляется из скважин 17-бис, 36-бис, 24-бис-1, 46, 1-бис-Э.
Недропользователи:
- АО «Кавминкурортресурсы»: скважины № 17-бис, № 36-бис, 24-бис-1. Центральный участок Ессентукского месторождения минеральных вод
- Группа компаний «Холдинг Аква»:
  - ООО «Ессентукский завод минеральных вод на КМВ»: скважины № 46, 1-бис-Э. Новоблагодарненский участок Ессентукского месторождения минеральных вод